# Xia Jia
Dans ce nom, le nom de famille précède le nom personnel.
Wang Yao (王瑶), de son nom de plume Xia Jia (夏笳), née le 4 juin 1984 à Xi'an dans la province du Shaanxi, est une autrice chinoise de science-fiction et de fantasy. Elle a un doctorat en littérature comparée et world literature de l'université de Pékin. Elle enseigne la littérature chinoise à l'université Jiaotong de Xi’an. Elle a été nommée en 2013 au Prix Locus de la meilleure nouvelle courte.
Ses nouvelles ont remporté six prix aux Galaxy Awards for Chinese Science Fiction et six Nebula Awards for Science Fiction and Fantasy in Chinese.
Elle a écrit un roman en 2009 intitulé Jiuzhou Nilü (九州•逆旅).

## Œuvres traduites en français
- La Parade nocturne des cent fantômes, 2016 ((zh) Bai gui yexing jie, 2010), trad. Gwennaël GaffricPubliée dans la revue Jentayu no 3
- La Marche nocturne du cheval-dragon, 2019 ((zh) Longma Yexing, 2015), trad. Gwennaël GaffricPubliée dans la revue Jentayu no 10
- L'Été de Tongtong, 2021 ((zh) Tongtong de Xiatian, 2013), trad. Gwennaël GaffricPubliée dans la revue Galaxies (nouvelle série) no 71